# Resolutie 1880 Veiligheidsraad Verenigde Naties
Resolutie 1880 van de Veiligheidsraad van de Verenigde Naties was van Franse hand en werd unaniem door de VN-Veiligheidsraad aangenomen op 30 juli 2009. Ze verlengde de VN-missie in Ivoorkust met 6 maanden.

## Achtergrond
In 2002 brak in Côte d'Ivoire een burgeroorlog uit tussen de regering in het christelijke zuiden en rebellen in het islamitische noorden van het land. In 2003 leidden onderhandelingen tot de vorming van een regering van nationale eenheid en waren er Franse- en VN-troepen aanwezig. In 2004 zegden de rebellen hun vertrouwen in de regering op en namen opnieuw de wapens op.

## Inhoud

### Waarnemingen
De Veiligheidsraad had eerder ingestemd met het akkoord dat op 4 maart 2007 was bereikt tussen president Laurent Gbagbo en rebellenleider Guillaume Soro.

### Handelingen

#### Het politieke proces
De Raad had ook ingestemd met de nieuwe Verkiezingstijdlijn die was overeengekomen en die voorzag in een eerste ronde van presidentsverkiezingen op 29 november 2009. De publicatie van de kieslijst was daarin een cruciale stap. De Speciale Vertegenwoordiger van de secretaris-generaal zou op elke stap van het proces toezien om de verzekeren dat het vrije, eerlijke en open verkiezingen waren. Alle politieke partijen moesten zich ook aan de gedragscode van de verkiezingen houden die ze met de secretaris-generaal waren overeengekomen.

#### De UNOCI-missie
Het mandaat van de UNOCI-missie werd verlengd tot 31 januari 2010 om de verkiezingen te ondersteunen. De secretaris-generaal zou (later) ook geautoriseerd worden om op tijdelijke basis troepen van de UNMIL-missie in Liberia en UNOCI uit te wisselen. Voorts werd ook de autorisatie van de steun die door Franse troepen aan UNOCI werd verleend verlengd tot 31 januari 2010.

## Verwante resoluties
- Resolutie 1842 Veiligheidsraad Verenigde Naties (2008)
- Resolutie 1865 Veiligheidsraad Verenigde Naties
- Resolutie 1893 Veiligheidsraad Verenigde Naties
- Resolutie 1911 Veiligheidsraad Verenigde Naties (2010)

Lijst ·  1860 ·  1861 ·  1862 ·  1863 ·  1864 ·  1865 ·  1866 ·  1867 ·  1868 ·  1869 ·  1870 ·  1871 ·  1872 ·  1873 ·  1874 ·  1875 ·  1876 ·  1877 ·  1878 ·  1879 ·  1880 ·  1881 ·  1882 ·  1883 ·  1884 ·  1885 ·  1886 ·  1887 ·  1888 ·  1889 ·  1890 ·  1891 ·  1892 ·  1893 ·  1894 ·  1895 ·  1896 ·  1897 ·  1898 ·  1899 ·  1900 ·  1901 ·  1902 ·  1903 ·  1904 ·  1905 ·  1906 ·  1907